# Глассфорд, Уильям
Уи́льям Алекса́ндр Гла́ссфорд-мл. (англ. William Alexander Glassford, Jr.; 6 июня 1886, Сан-Франциско, Калифорния, США — 30 июля 1958, Сан-Диего, Калифорния, США) — офицер Военно-морских сил США в ранге вице-адмирала, получивший наибольшую известность в период Второй мировой войны.

## Карьера
Родился 6 июня 1886 года в Сан-Франциско (Калифорния). 12 февраля 1906 году закончил военно-морскую академию в Аннаполисе (Мэриленд) и получил звание мичмана.
Военная карьера Глассфорда началась во время Первой мировой войны. В октябре 1918 года он был назначен командующим эскадренным миноносцем «Shaw», в 1919 — эсминцем «DesDiv 32».
Во время Второй мировой войны начинал в ранге контр-адмирала. В 1940—1941 годах принимал участие в операции на реке Янцзы и командовал крейсерами на Тихоокеанском фронте. В 1942 году переведён в ранг вице-адмирала и служил на Азиатском флоте США, где командовал Оперативной группой 5 (Task Force 5). Остаток войны 1943—1945 годов провёл на Атлантическом флоте.